# 粉末藍
粉末藍，又稱淺灰藍，是一種顏色（英語：Powder blue），是藍色顏色之一，介乎藍色和深藍色之間。
粉末藍的得名來自洗衣店用來漂染衣物的物質大青。粉末藍英語中常常被混淆，可能因為名字的關係。
美國搖滾樂隊想像發布了歌曲名為《粉末藍》於他們的系列《十二大黃金國》中。
另一隊搖滾樂隊自負於1995年發布了歌曲名為《粉末藍》於他們的仿日本歌曲系列褪色中。